# David W. Harper
David William Harper (Abilene, Texas, 4 de octubre de 1961) es un actor estadounidense, conocido por interpretar a Jim-Bob Walton en la serie The Waltons y sus películas secuelas.

## Biografía
Inicia su carrera en The Waltons, y apareció con otros actores en The Homecoming: A Christmas History. También apareció en varias películas de la serie interpretando a Jim Bob Walton, el menor de los hermanos Walton. 
Cuando The Waltons acabó en 1981, Harper continuó actuando y apareció en la miniserie The Blue and the Gray. El actor volvió a interpretar a Jim Bob Walton en 3 películas de la serie, en 1982. Apareció en Fletch en 1985.
Harper, continuó actuando en shows, y el y el reparto continuó en funciones y recuerdos de la serie. El actor volvió a aparecer en ediciones especiales de la serie producidas en los años 1990.

## Filmografía
- The Homecoming: A Christmas Story (1971)
- The Waltons (1971–1981)
- Walking Tall: Final Chapter (1977)
- A Day for Thanks on Walton's Mountain (1982)
- Azules y grises (miniserie) (1982)
- Mother's Day on Waltons Mountain (1982)
- A Wedding on Walton's Mountain (1982)
- Fletch (1985)
- 3:15 (1986)
- A Walton Thanksgiving Reunion (1993)
- A Walton Wedding (1995)
- A Walton Easter (1997)